# لوبياء خيمية
لوبياء خيمية (الاسم العلمي:Vigna umbellata) (بالإنجليزية: rice bean)‏ هو نوع من النباتات يتبع جنس اللوبياء من الفصيلة البقولية.